# 芳賀郡
芳賀郡（日语：／ Haga gun */?）是栃木縣的一郡。人口87,202人、面積452.17km²。（2007年3月）
現轄有以下4町。
- 市貝町
- 芳賀町
- 益子町
- 茂木町

## 沿革
- 1889年4月1日 - 由於町村制施行、芳賀郡有真岡町・茂木町・久下田町等3町以及18村成立。（3町18村）
- 1894年3月1日 - 益子村由於町制施行改制為益子町。（4町17村）